# ТЕЦ Білосток
ТЕЦ Білосток – теплоелектроцентраль у однойменному місті на сході Польщі.
Ще в 1910-му у Білостоку запустили електростанцію з двома агрегатами потужністю по 0,33 МВт. До 1939-го вона досягла показника у 10,7 МВт, а в 1990-му була закрита. На той час у місті вже чверть століття діяв інший генеруючий об’єкт, започаткований у 1967-му як котельня із вугільним водогрійним котлом WLM 38 потужністю 44 МВт. Наступного року додали ще один такий же котел, а в 1973 -1974 роках майданчик доповнили двома більш потужними водогрійними котлами WP-70 з показниками по 82 МВт. Всі вони були постачені рацибузькою компанією Rafako. 
У 1978-му об’єкт перетворили на теплоелектроцентраль, для чого запустили енергоблок з двома котлами Rafako ОР-140 та турбіною 13UP65 потужністю 65 МВт. В 1981-му та 1991-му додали ще два блоки, кожен з яких має по одному котлу Rafako ОР-230 та турбіні 13UP55 потужністю по 55 МВт.
В 2003-му стала до ладу турбіна №4 потужністю 24 МВт, постачена компанією Alstom (на той час цей французький концерн вже став власником ельблонзького заводу Zamech, котрий обладнав більшість основних польських ТЕЦ). Вона отримує живлення по колектору, прокладеному від блоків 2 та 3. Це довело електричну потужність ТЕЦ до 203,5 МВт при тепловій потужності основних блоків (без урахування водогрійних котлів) на рівні 334 МВт. 
У другій половині 2000-х котли ОР-140 модернізували у тип BFB-105. Тепер вони використовують технологію бульбашкового киплячого шару та спалюють біомасу. 
Станом на середину 2010-х в роботі залишався лише один водогрійний котел WP-70, а видалення продуктів згоряння відбувалось через два димарі №2 та №3 висотою по 120 метрів.
Зв’язок із енергосистемою забезпечує ЛЕП, розрахована на роботу під напругою 110 кВ.